# 乌市黄耆
乌市黄耆（学名：Astragalus wulumuqianus）为豆科黄芪属的植物，是中国的特有植物。分布在中国大陆的新疆等地，生长于海拔882米的地区，见于田野，目前尚未由人工引种栽培。